# Rajka, Győr-Moson-Sopron
Rajka (în germană Ragendorf) este un sat în districtul Mosonmagyaróvár, județul Győr-Moson-Sopron, Ungaria, având o populație de 2.206 locuitori (2011).

## Demografie
Componența etnică a satului Rajka
     Maghiari (68,6%)
     Slovaci (18,94%)
     Germani (10,05%)
     Necunoscut (1,17%)
     Alții (1,24%)
Componența confesională a satului Rajka
     Romano-catolici (61,92%)
     Fără religie (12,01%)
     Luterani (3,58%)
     Atei (2,81%)
     Reformați (2,49%)
     Necunoscută (16,95%)
     Greco-catolici (0,23%)
     Alte religii (0,73%)
Conform recensământului din 2011, satul Rajka avea 2.206 locuitori. Din punct de vedere etnic, majoritatea locuitorilor (68,6%) erau maghiari, existând și minorități de slovaci (18,94%) și germani (10,05%). Apartenența etnică nu este cunoscută în cazul a 1,17% din locuitori.  Din punct de vedere confesional, majoritatea locuitorilor (61,92%) erau romano-catolici, existând și minorități de persoane fără religie (12,01%), luterani (3,58%), atei (2,81%) și reformați (2,49%). Pentru 16,95% din locuitori nu este cunoscută apartenența confesională.